# Monumento al Marinaio d'Italia
Il monumento al Marinaio d'Italia è una struttura a forma di timone alta circa 53 metri che spicca sul porto di Brindisi; la struttura è in cemento armato interamente rivestita in carparo (pietra calcarenitica compatta di colore dorato). È colloquialmente noto fra i residenti brindisini come "la jatta ‘ssittata" ("la gatta seduta").

## Storia

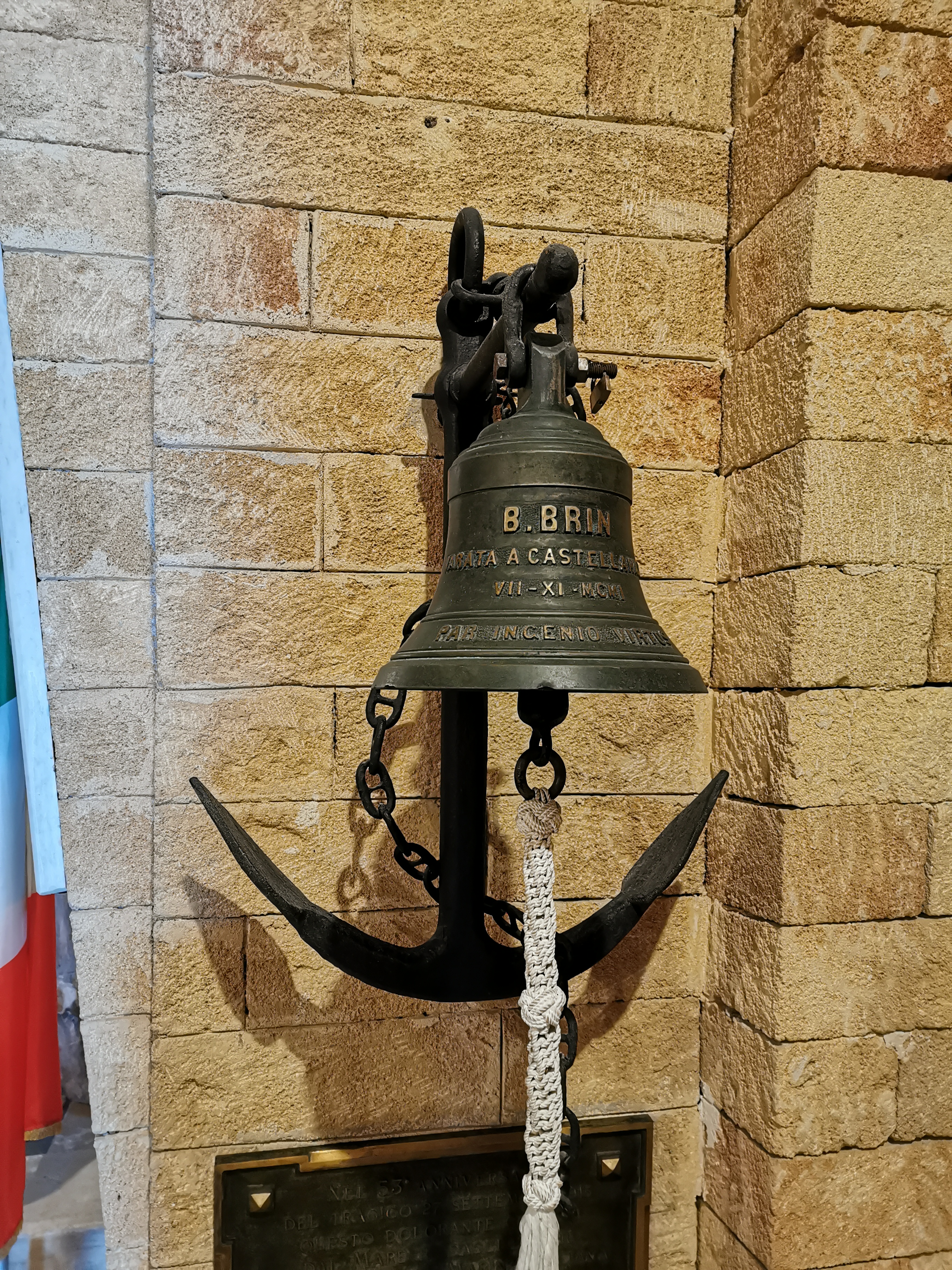
Campana della nave Benedetto Brin

Il monumento è stato realizzato per commemorare i circa 6 000 marinai caduti in occasione della prima guerra mondiale (1915–1918) per volere di Benito Mussolini allora Presidente del Consiglio dei Ministri del Regno d'Italia, e la scelta di Brindisi (preferita alla Spezia e Trieste) fu dovuta al ruolo centrale che ebbe la città durante la Grande Guerra.
Per la realizzazione fu indetto un concorso nazionale per architetti e scultori e vi parteciparono ben 92 bozzetti. Il vincitore fu proprio quello di un grande timone con cappella-sacrario presentato dall'architetto Luigi Brunati e dallo scultore Amerigo Bartoli dal titolo Sta come torre.
I lavori per la realizzazione durarono un anno, dal 28 ottobre 1932 all'ottobre del 1933, con un costo finale di 2 300 000 lire dell'epoca. L'inaugurazione avvenne il 4 novembre 1933, alla presenza del re Vittorio Emanuele III, oltre che di Achille Starace.
Nell'immediato dopoguerra furono tolti i fasci littori in travertino che adornavano i fianchi laterali del Timone.
Nel 1954, nella nicchia sottostante la sommità del monumento, fu posta una statua della Vergine Maria, in ricordo dell'Anno Mariano.
Nel 1965 sul lato del porto, di fronte alla cripta, venne installata un'ara votiva, con una fiamma perenne, e vennero scoperte lapidi dedicate ai caduti della Marina Militare nella seconda guerra mondiale.
Nel 1968, durante i lavori di dragaggio dell'avamporto, fu recuperata la campana di bordo della corazzata Benedetto Brin, affondata per lo scoppio della santabarbara nel porto medio di Brindisi nel 1915; essa fu posta nella cripta del Monumento.
Nel 2014 il Ministero della Difesa ha ceduto la proprietà del monumento al comune di Brindisi.
Dal 27 settembre 2017, in occasione del 102º anniversario del suo affondamento, all'interno della cripta, sono stati posizionati un modellino in scala 1/100 della Regia Nave Benedetto Brin realizzato da Marco Matulli e una statua di Santa Barbara realizzata dal professor Cosimo Marinò.

## Architettura

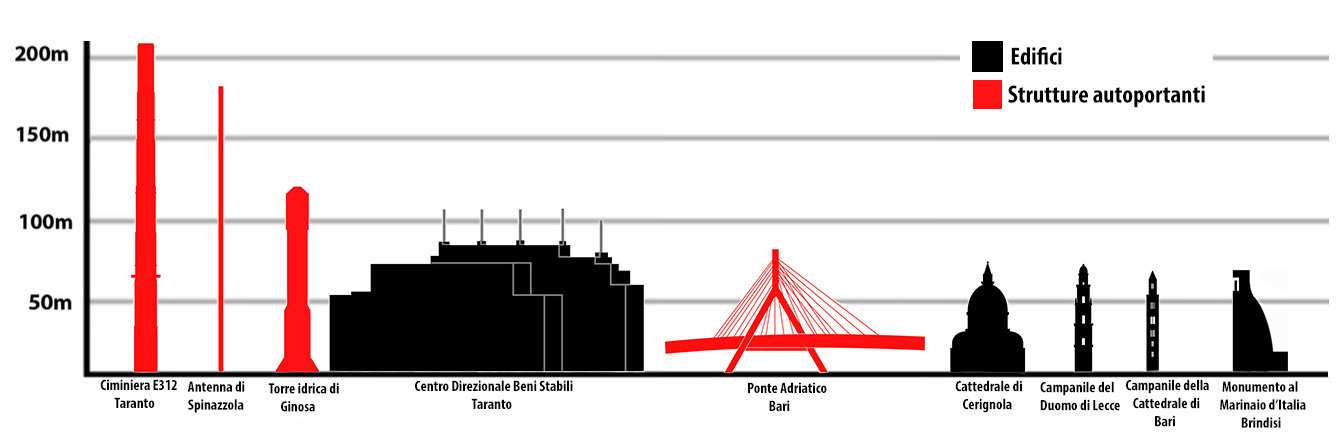
Confronto tra gli edifici più alti della Puglia

Presenta alla base una cripta (sacrario) a forma di scafo rovesciato, ed archi a forma di ogiva, e sull'altare la statua della Vergine "Stella del Mare". Su marmi di colore nero negli archi ai lati dell'ingresso sono riportati i nomi dei 5 992 marinai della Regia Marina Militare e della Regia Marina Mercantile caduti dall'Unità d'Italia sino alla data di inaugurazione del Monumento; su 4 marmi bianchi posti sulle ultime 4 colonne del corridoio principale (2 per lato) prima dell'Altare sono riportati i nominativi delle Medaglie d'Oro alla Memoria della Prima e della Seconda Guerra Mondiale e su dei marmi messi negli archi intorno all'altare sono incisi per tipo di Unità i numeri dei marinai, suddivisi per grado, caduti nella seconda guerra mondiale. Sul piazzale superiore del monumento sono situate due ancore che appartenevano all'incrociatore leggero austro-ungarico SAIDA (rinominato Venezia avuto in riparazione dei danni di guerra insieme ad altre unità), nonché due cannoni appartenenti a sommergibili austro-ungarici. Sul lato del porto, a destra e a sinistra del timone, sono presenti alti muraglioni che riproducono le murate di una nave, accessibili da due ampie scale simmetriche, ai lati della cripta. I due grandi fasci littori presenti in origine sui due lati esterni del Monumento sono stati tolti alla caduta del regime fascista.
Vicino all'Altare è posizionata una piccola lapide in ricordò del Fuciliere di Marina Filippo Montesi morto a Roma il 22 marzo 1983 a seguito delle ferite riportate nell'attentato avvenuto nella Missione di Pace in Libano il precedente 15 marzo durante la missione ITALCON Libano 2.
Il monumento, gestito oggi dal comune di Brindisi, è visitabile accedendovi dal piazzale retrostante il porto, nel quartiere Casale: dall'interno è possibile ascendere al punto più alto sia tramite una scala elicoidale sia attraverso un ascensore. Dalla sommità del monumento si può godere di un'ottima visuale panoramica sulla città, sul porto, sul Mare Adriatico e sull'aeroporto di Brindisi.
Inoltre è possibile scendere sul piazzale e accedere alla cripta.

Panorama del porto di Brindisi

## Galleria di immagini

### Esterno

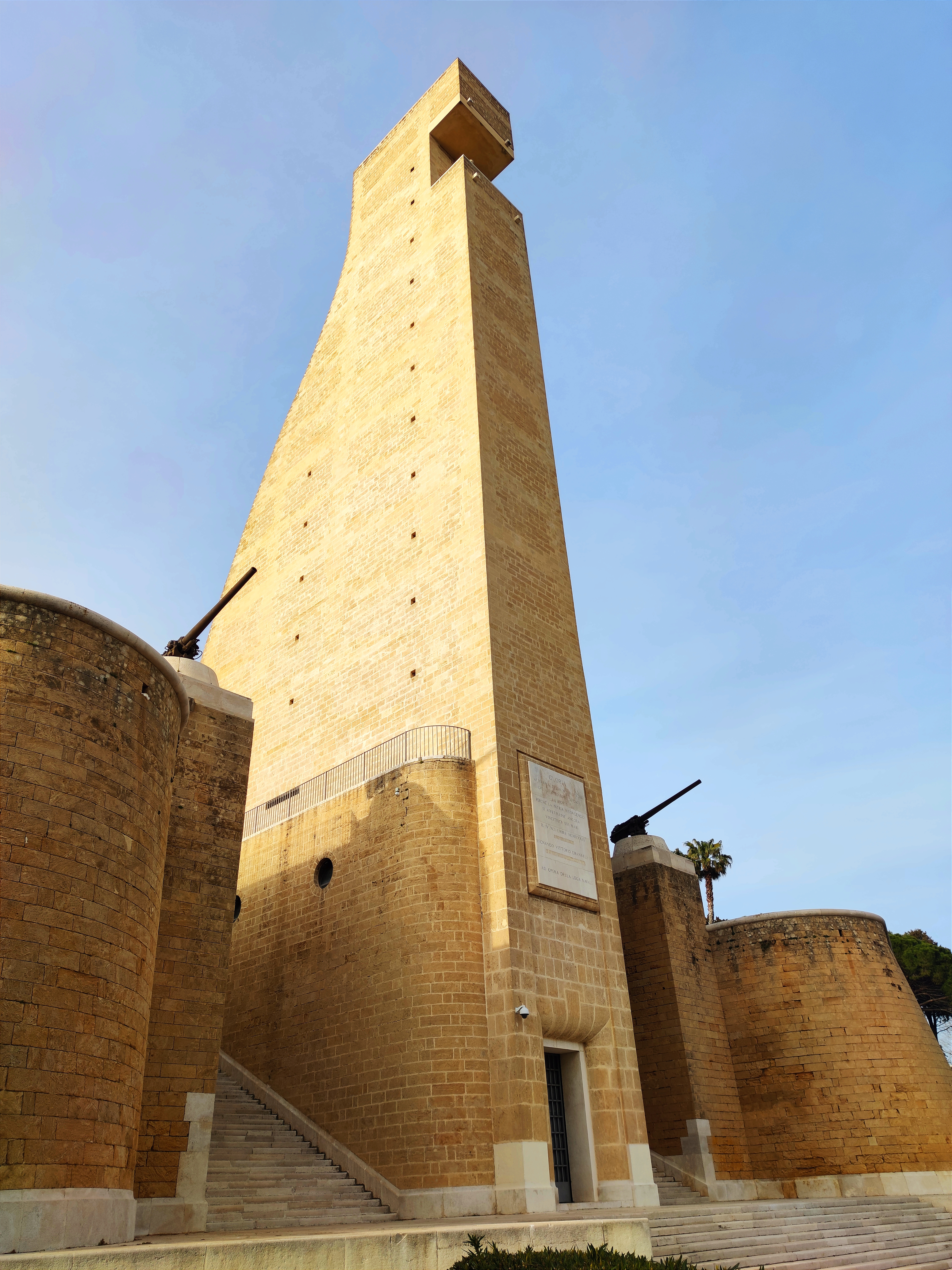
Monumento visto dal piazzale inferiore
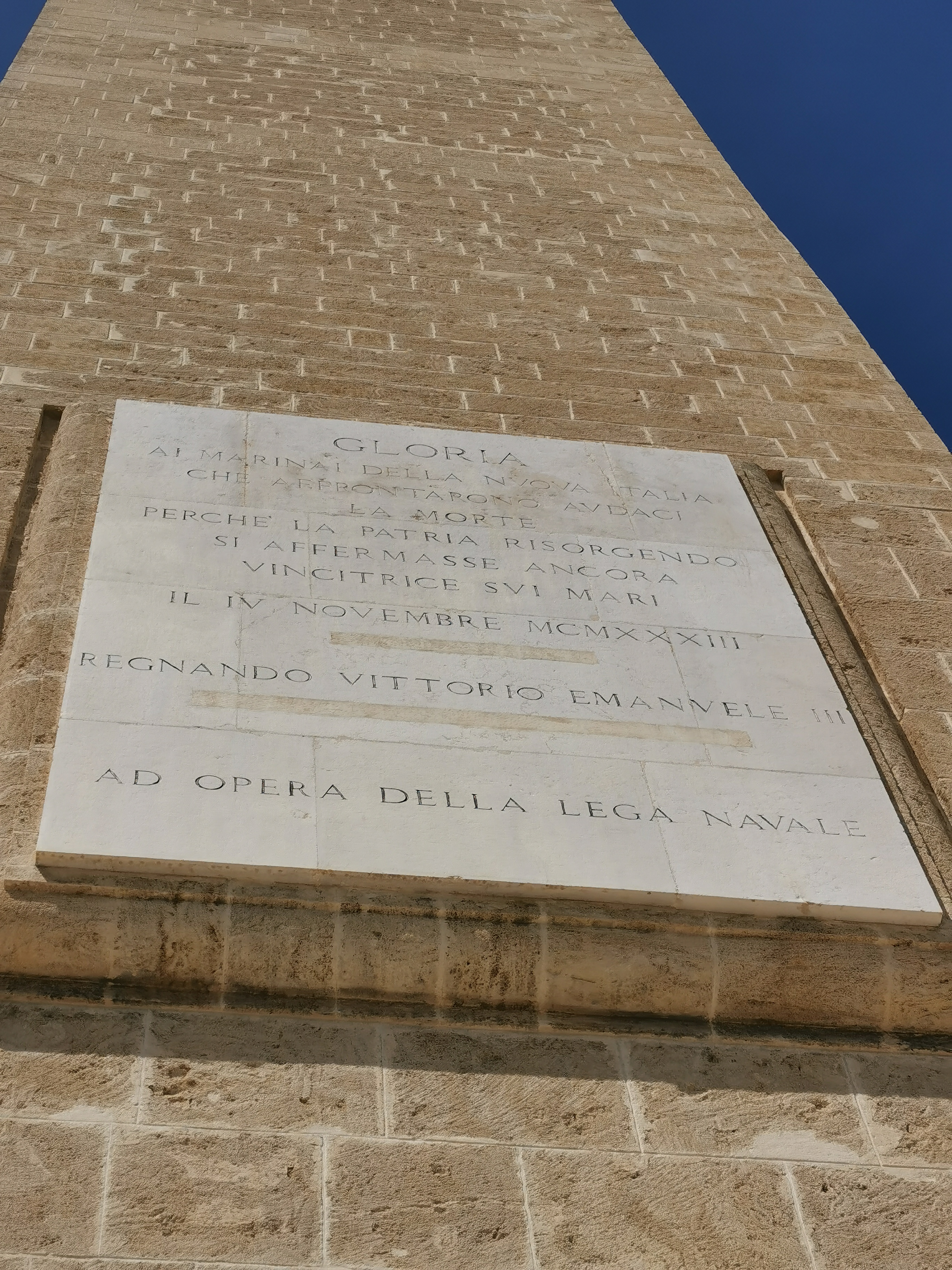
Iscrizione posta sopra l'ingresso alla cripta
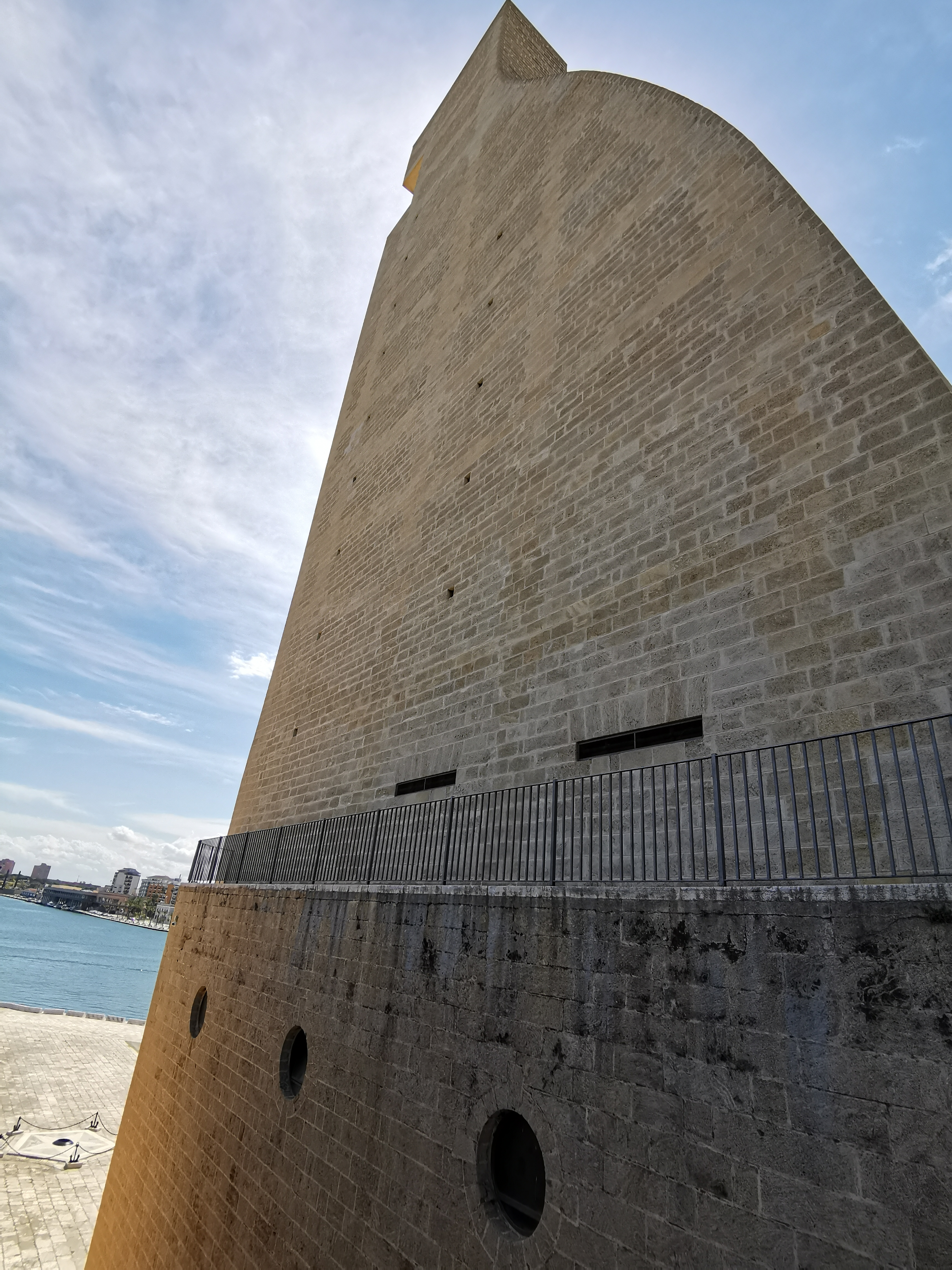
Monumento visto da una scalinata laterale
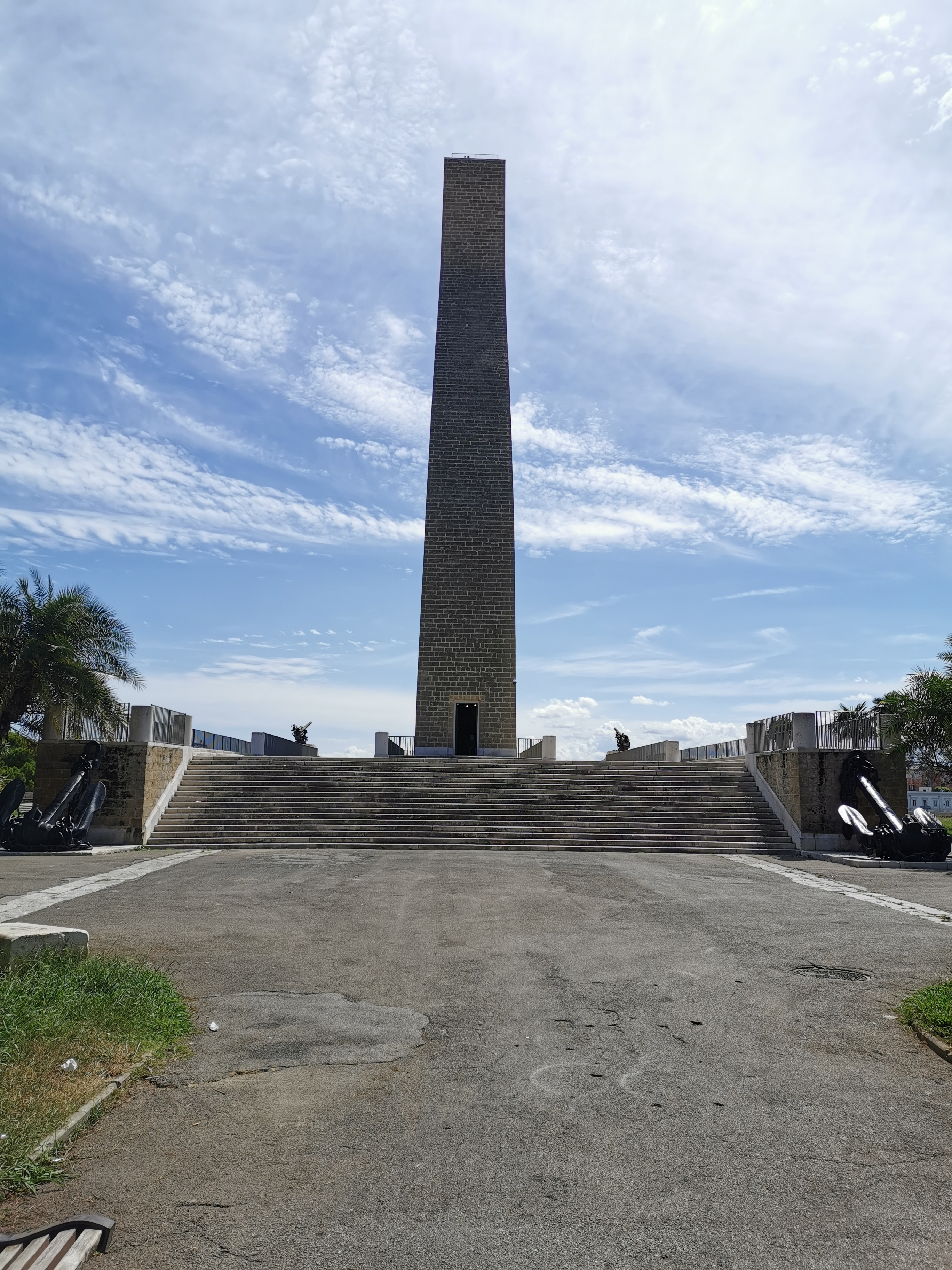
Monumento visto dal piazzale superiore
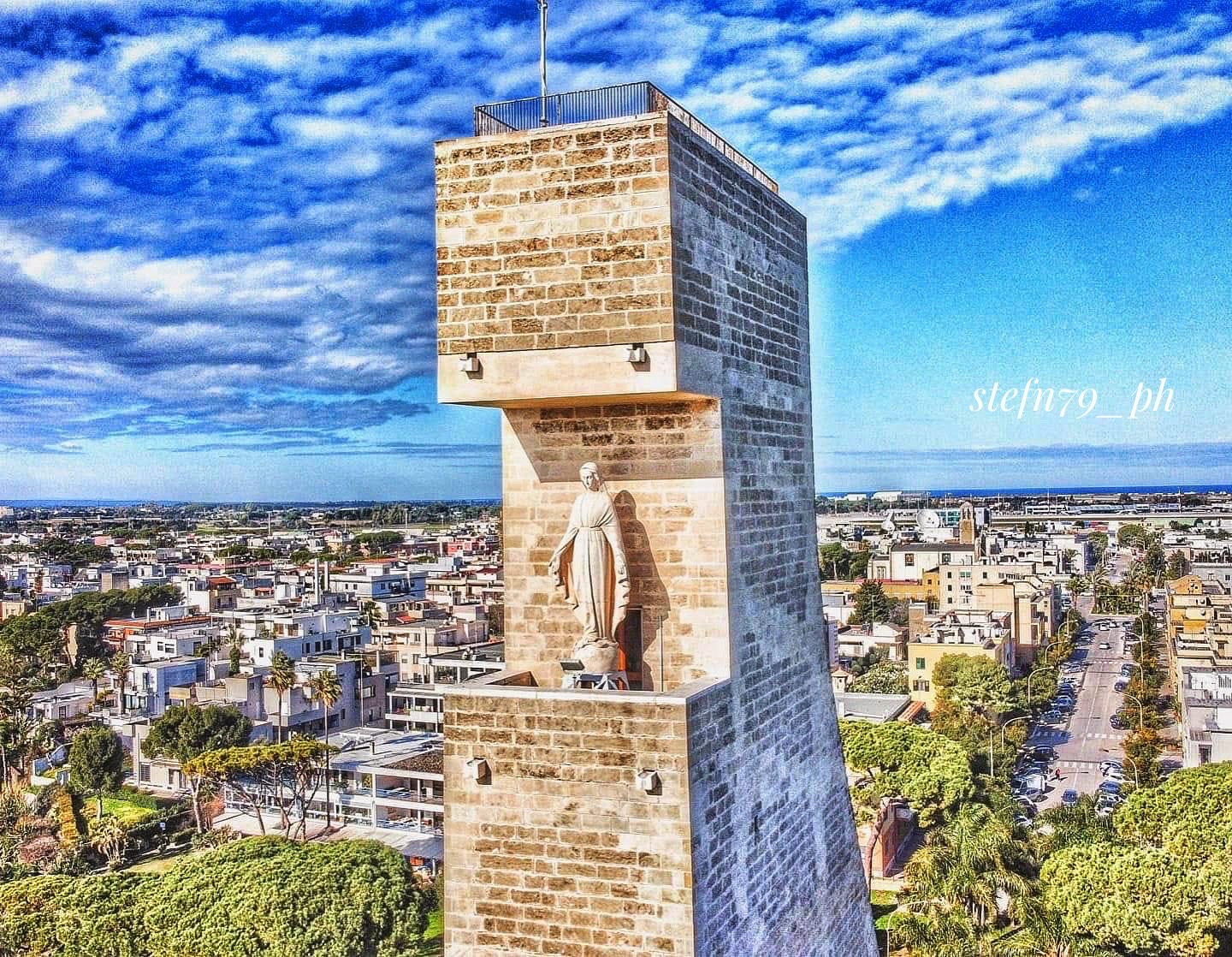
Madonnina in cima al monumento

### Interno

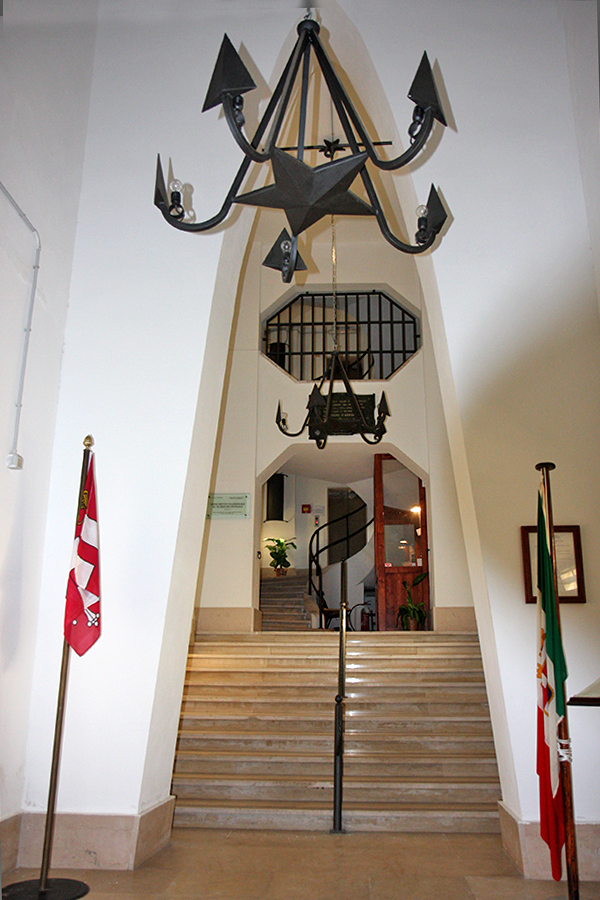
Ingresso al Monumento dal piazzale superiore
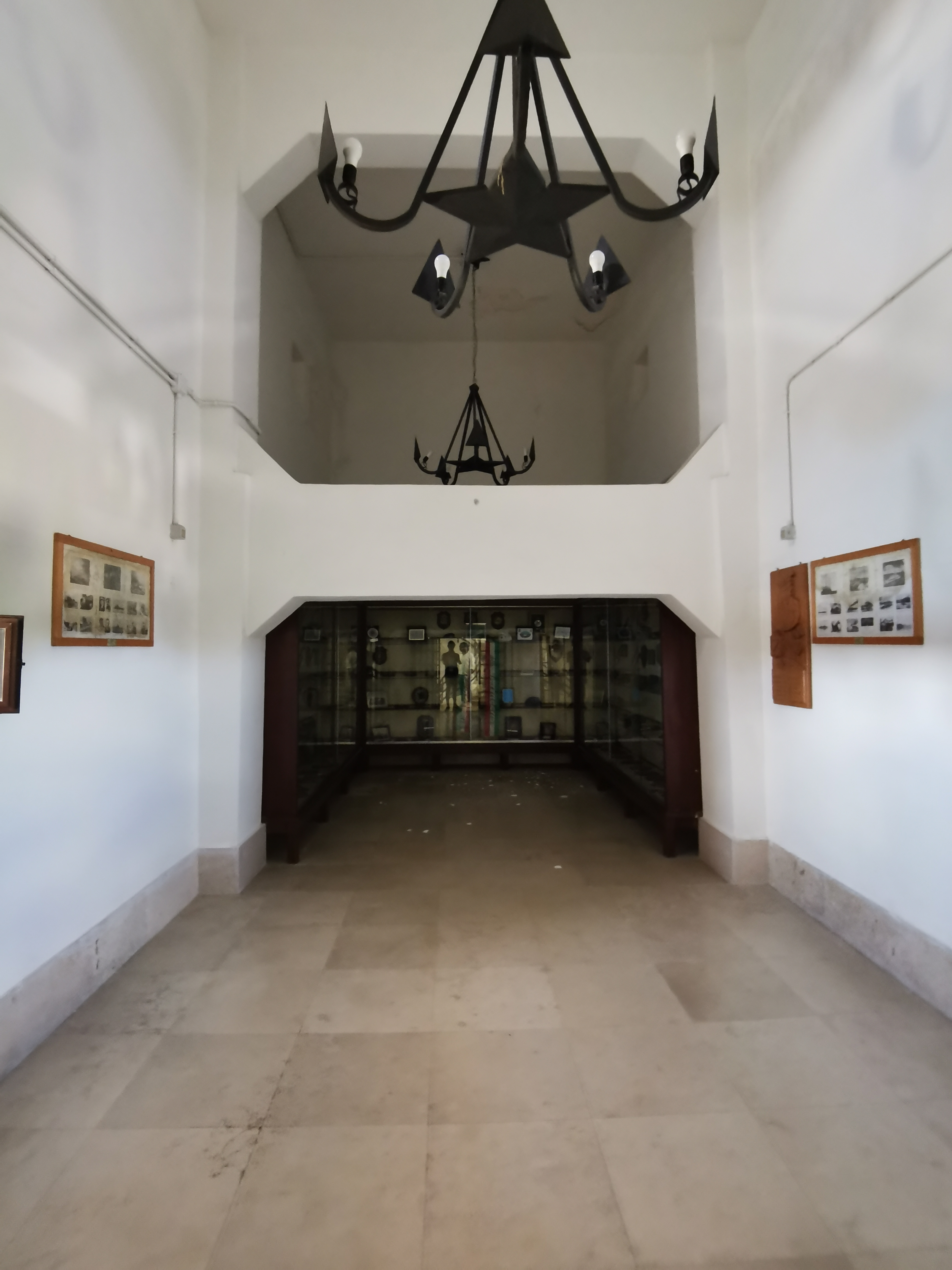
Una delle tre stanze contenenti vecchi cimeli della marina, che si incontrano salendo fino in cima
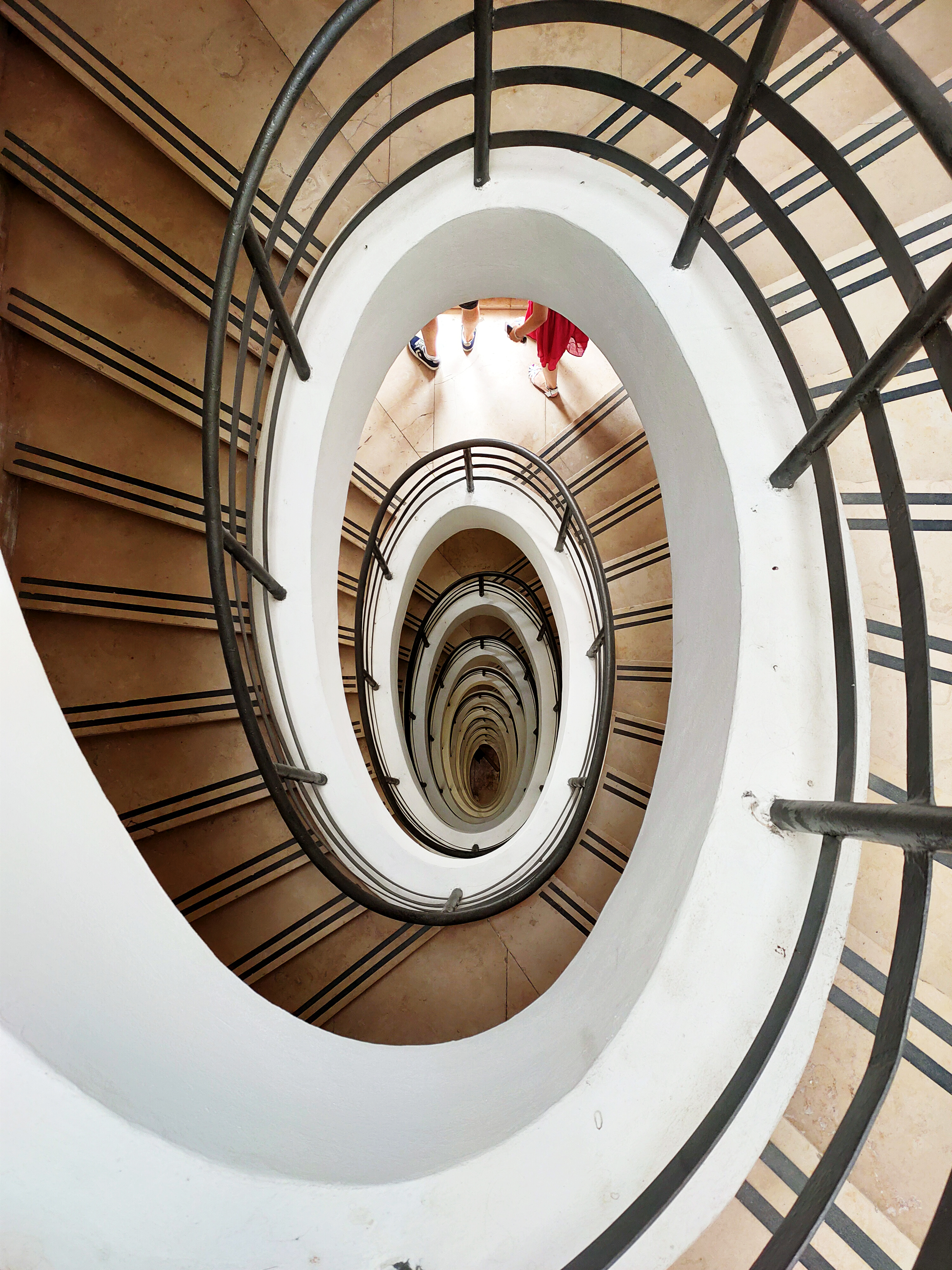
La lunga scala a chiocciola in alternativa all'ascensore
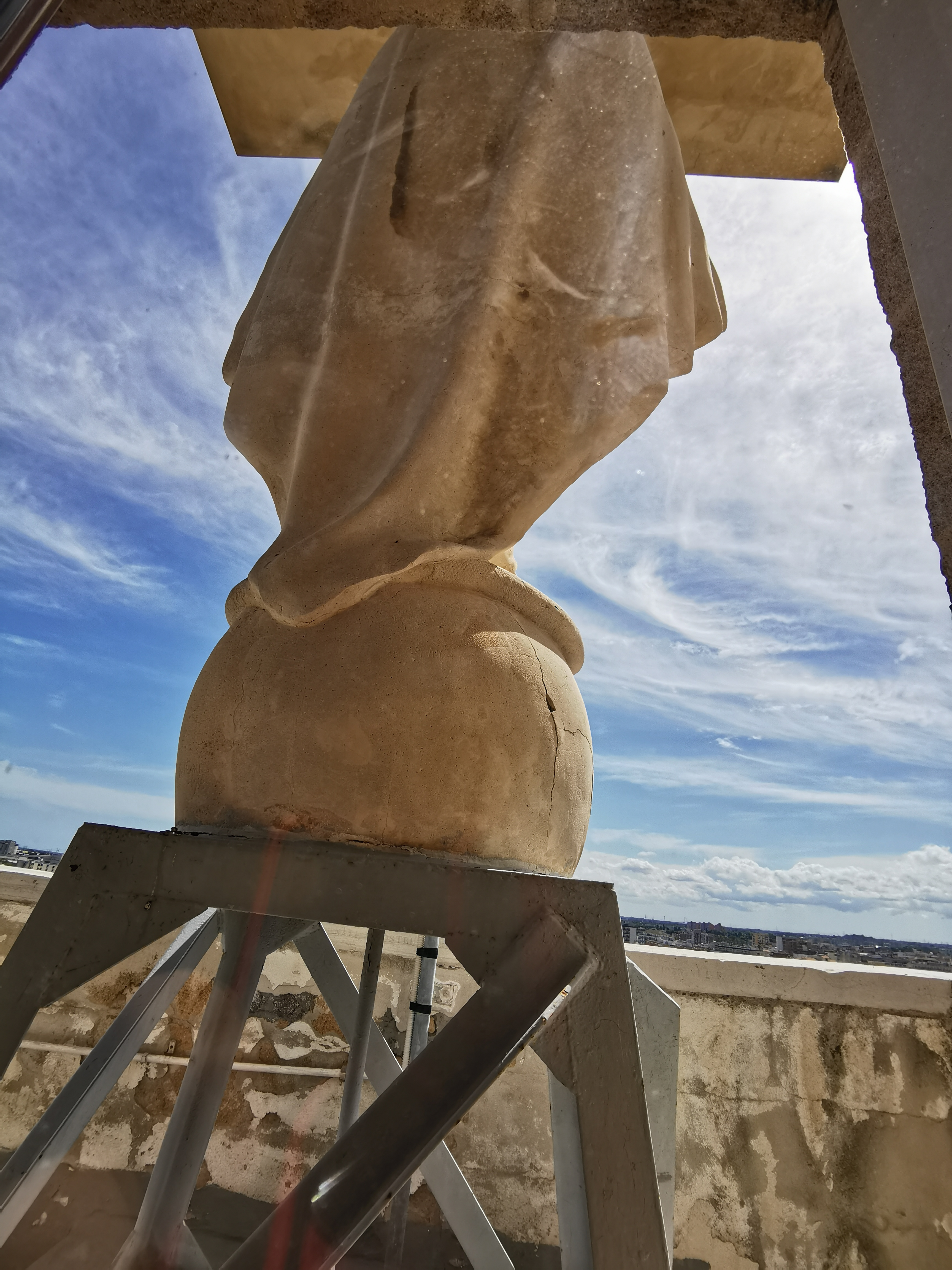
Statua della Madonnina vista dalle scale

### Cripta

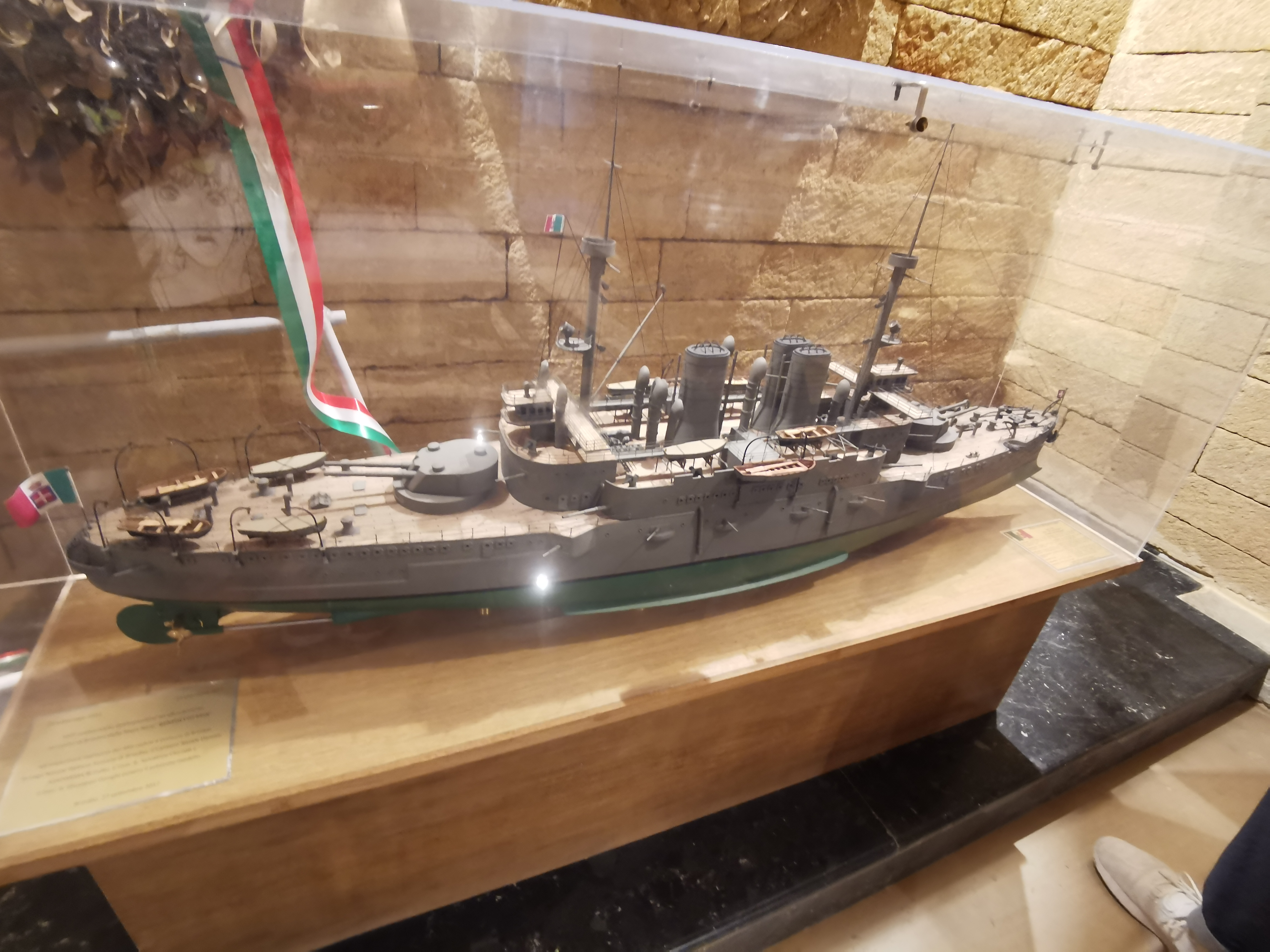
Plastico della nave Benedetto Brin
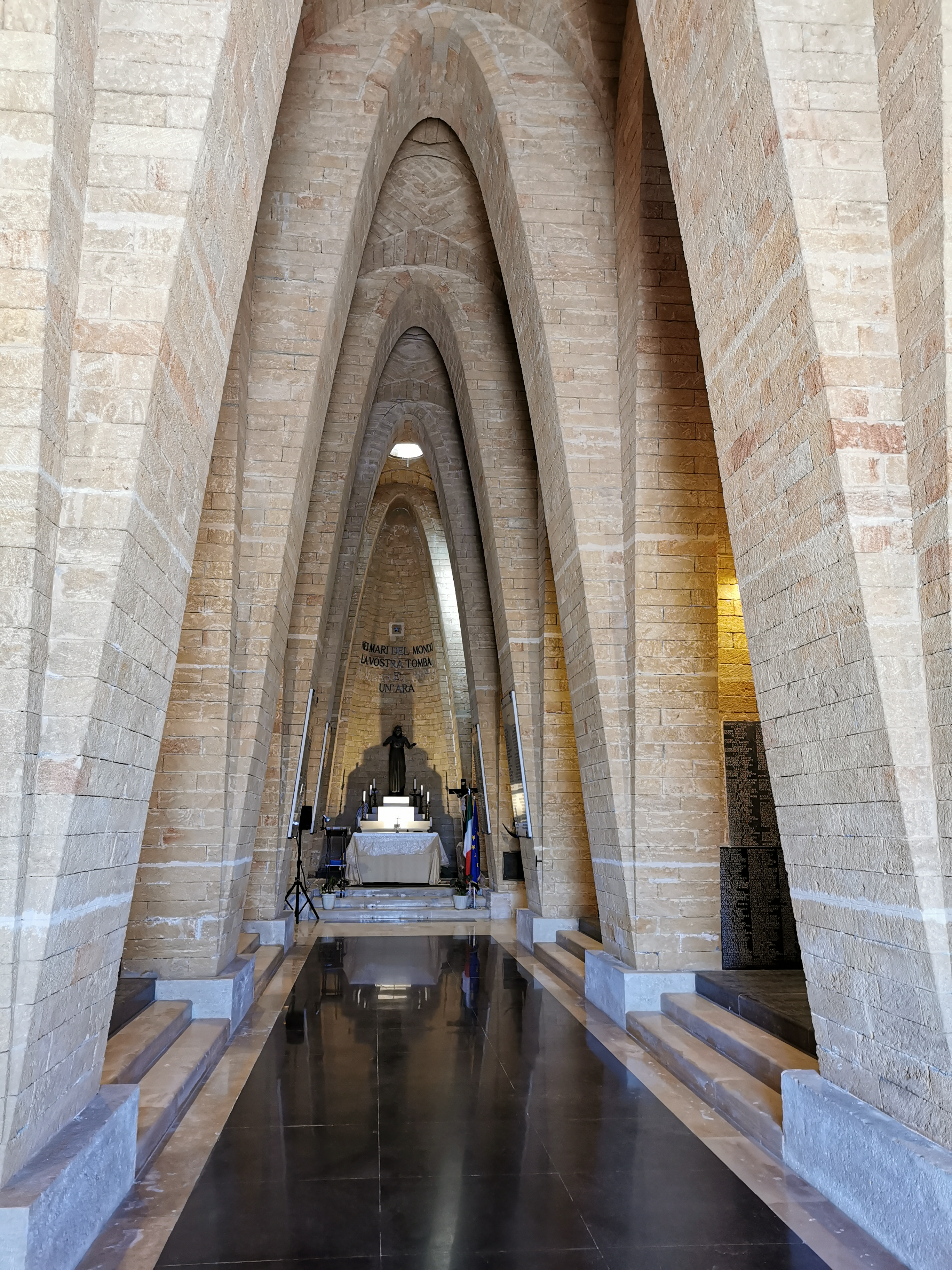
Cripta sottostante
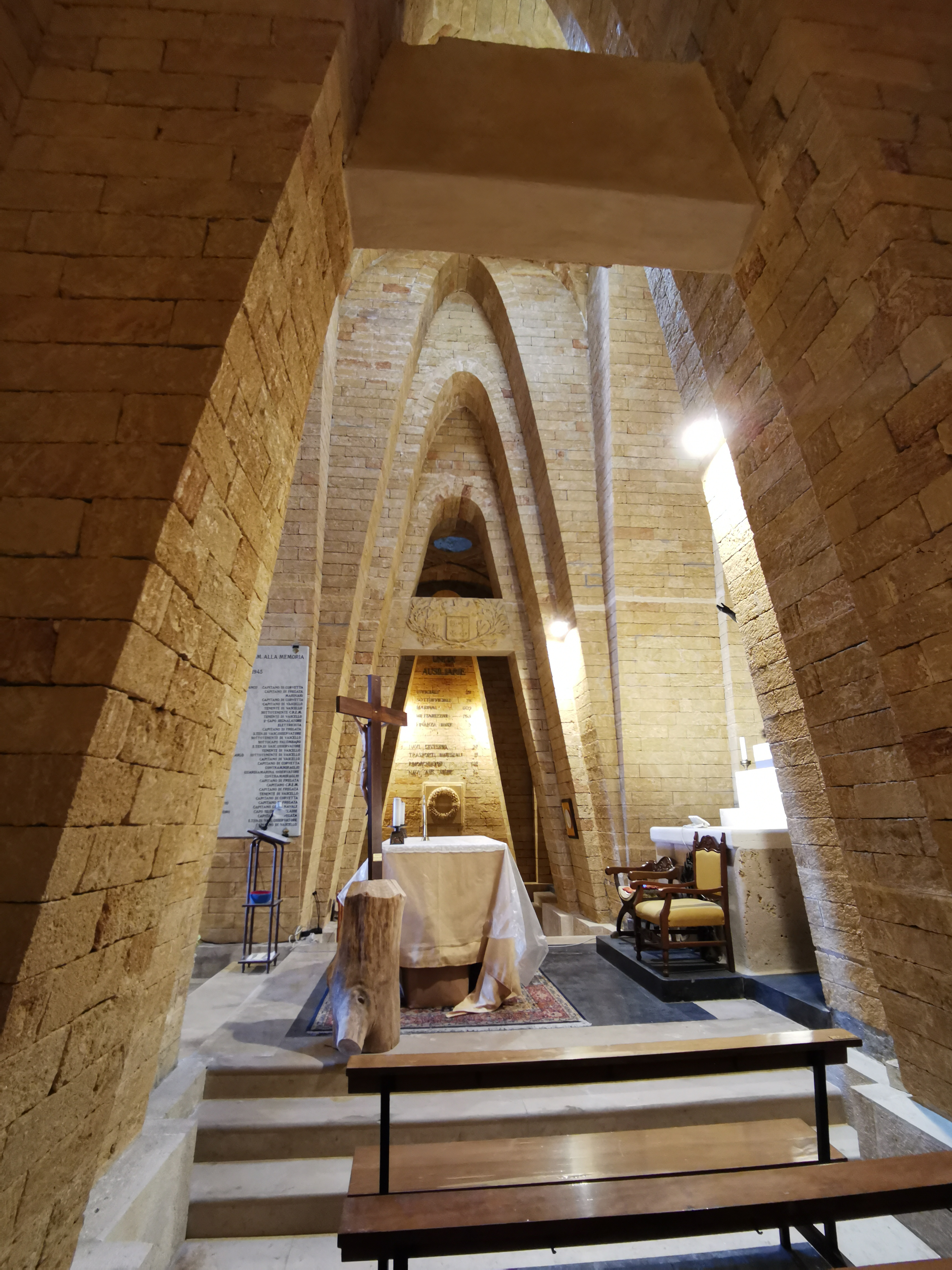
Altare della cripta visto da una delle navate laterali
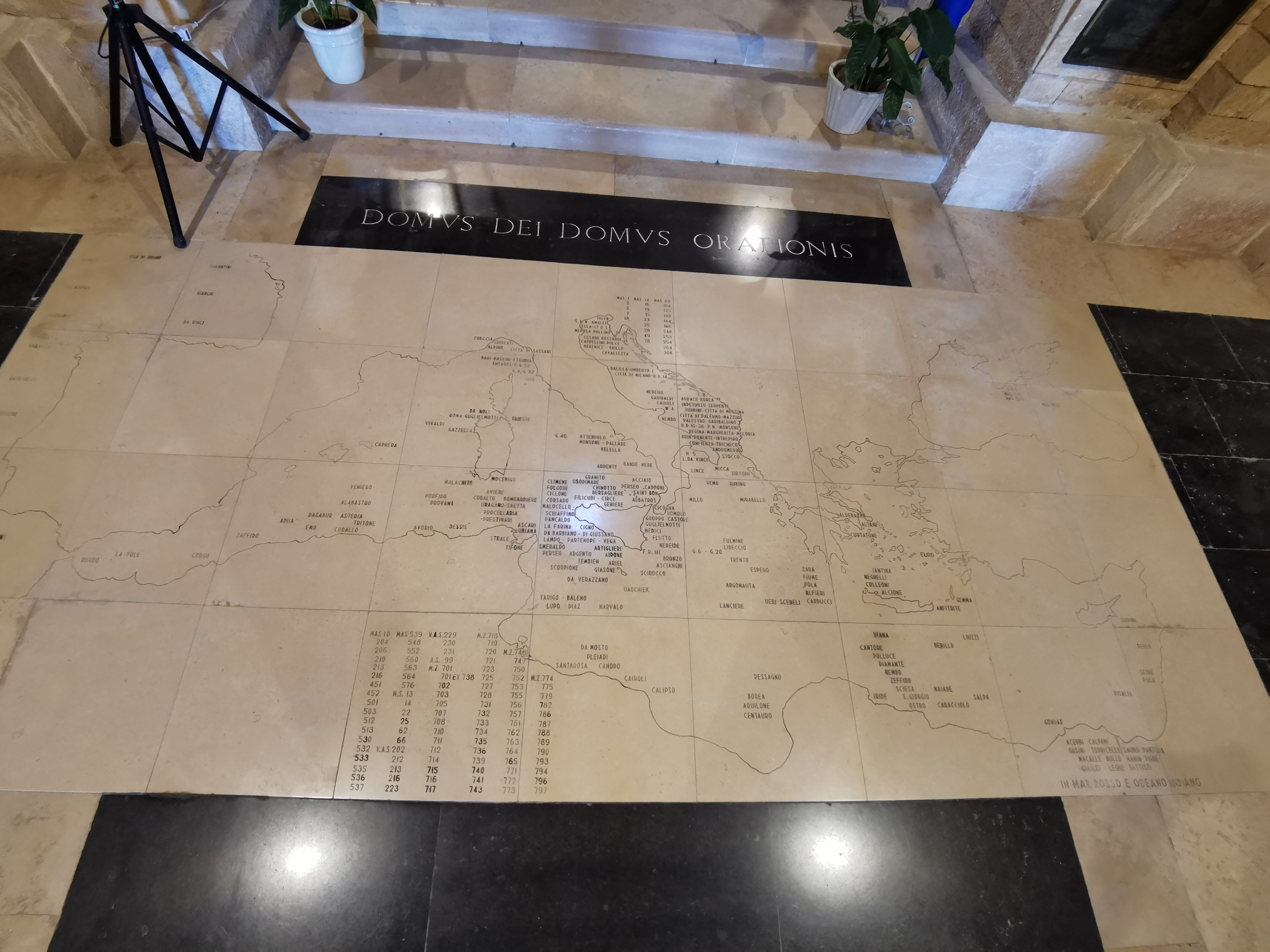
Incisione sul pavimento davanti all'altare, raffigurante il Mar Mediterraneo con i nomi delle navi affondate

## Faro
Nel 2013, in occasione nell'80º anniversario dell'inaugurazione, sul monumento è stato attivato un faro di segnalamento ad ottica fissa (codici PU-008 - EM68 - ITA107) del porto di Brindisi.

## Monumenti simili

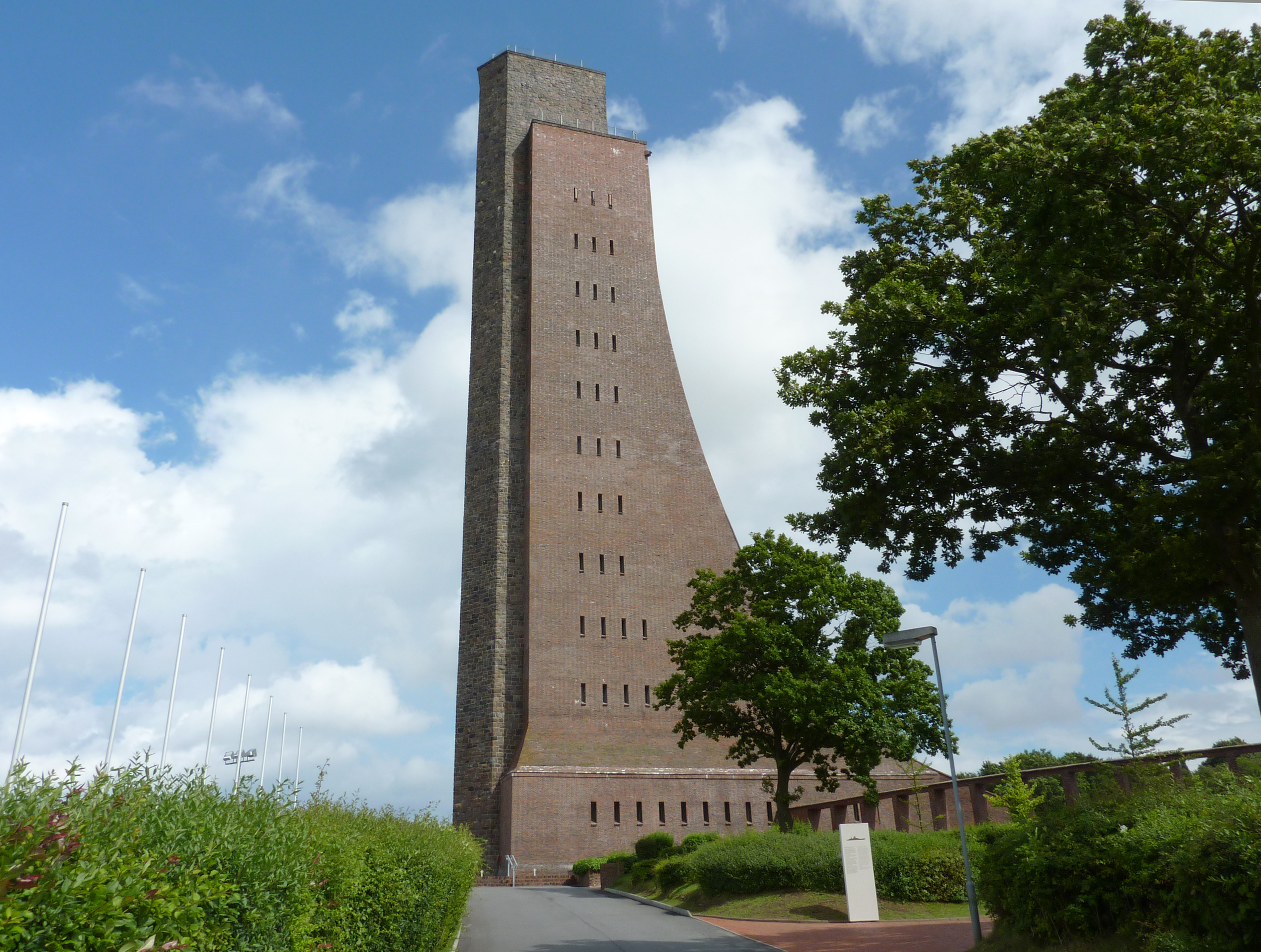
Memoriale navale di Laboe

Il Memoriale navale di Laboe, eretto a Laboe in Germania negli anni 1927–1936 come memoriale per i marinai germanici caduti nella prima guerra mondiale ed oggi dedicato a tutti i marinai di ogni nazionalità morti in mare, ha una forma molto simile al monumento brindisino.